# Arcyria obvelata
Arcyria obvelata (syn. Arcyria nutans), auf Deutsch mitunter als Nickender Kelchstäubling bezeichnet, ist ein häufiger Schleimpilz aus der Familie Trichiidae.

## Merkmale
Die Fruchtkörper (Sporokarpe) sind kurz gestielt bis fast sitzend und wachsen in kleinen Gruppen dicht gedrängt. Die Sporenkapseln (Sporokarpien) sind im geschlossenen Zustand eiförmig bis zylindrisch und 1,5–3 mm hoch sowie 0,3–0,5 mm breit. Das darin gebildete Haargeflecht (Capillitium) expandiert bis in eine Länge von 13 mm, wobei es eine Breite von 1 mm erreicht. Die so entstehenden Fasersäulen verlaufen büschelig auseinander oder liegen auf dem Untergrund. Die Färbung reicht von hell- bis ockergelb, manchmal auch orange. Später verfärben sie sich hell rostbraun.
Die häutige Unterlage (Hypothallus) ist der Gruppe gemeinsam. Sie besitzt einen silbrigen Schimmer. Der Stiel ist mit 0,1–0,2 mm Länge sehr kurz. Er ist gelb bis braun gefärbt und weist sporenähnliche Zysten auf, die 15–30 µm breit sind. Die Hülle (Peridie) verschwindet schnell, wobei nur am Grund ein flacher Kelch erhalten bleibt. Dieser geht allmählich in den Stiel über und erscheint im durchfallenden Licht farblos. Er weist zahlreiche Warzen auf, die durch Linien zu einem feinmaschigen Netz verbunden sind. Das Haargeflecht (Capillitium) ist sehr elastisch und weitmaschig. Es expandiert vor allem in Längsrichtung und verfilzt. Es ist nur an der Stielspitze mit dem Becher verbunden und löst sich dort leicht ab. Die Fasern (Elateren) sind 3–6 µm breit sowie mit Ringen, Halbringen und Stacheln, manchmal auch netzartig und mit Längsstreifen ornamentiert. Freie Enden sind bis zu 11 µm verdickt. Das Capillitium ist gelb, ockergelb bis braungelb gefärbt. Die Sporen erscheinen in Masse gelb bis ocker, im durchfallenden Licht hell gelblichbraun bis fast farblos. Sie messen 7–9 µm im Durchmesser und sind mit feinen Warzen und Gruppen größerer Warzen bedeckt.
Das Plasmodium ist weiß.

## Artabgrenzung
Arcyria obvelata ist durch die gelbliche Färbung und das besonders elastische Capillitium gekennzeichnet. Äußerlich ähnlich ist die aus Frankreich bekannte A. virescens, vor allem wenn die grünliche Färbung nur schwach ausgeprägt ist. Die Art besitzt längere Stiele, die oft miteinander verwachsen sind und ein nur bis zu 6 mm expandierendes, wenig elastisches Capillitium. Mikroskopisch enthalten die Stiele nur wenige oder keine sporenähnliche Zysten.

## Ökologie und Verbreitung
Arcyria obvelata wächst besonders gern auf fast vollständig trockenem totem Nadelholz. Vergesellschaftungen wurden mit Cribraria cancellata, Enerthenema papillatum, Licea variabilis, dem Blutmilchpilz (Lycogala epidendrum s. l.) Metatrichia vesparium, Physarum viride var. viride, Stemonitis fusca var. fusca, Trichia varia und Tubifera ferruginosa beobachtet.
Die Art ist in Mitteleuropa und auch weltweit häufig anzutreffen.